# Kundapura
Kundapura is een dorp in het district Udupi van de Indiase staat Karnataka. In de VOC-tijd stond deze plaats bekend als Barselor.

## Demografie
Volgens de Indiase volkstelling van 2001 wonen er 28.595 mensen in Kundapura, waarvan 49% mannelijk en 51% vrouwelijk is. De plaats heeft een alfabetiseringsgraad van 79%. 